# Igrzyska Wspólnoty Narodów 1994
     państwa debiutujące
     państwa, które brały już udział w Igrzyskach

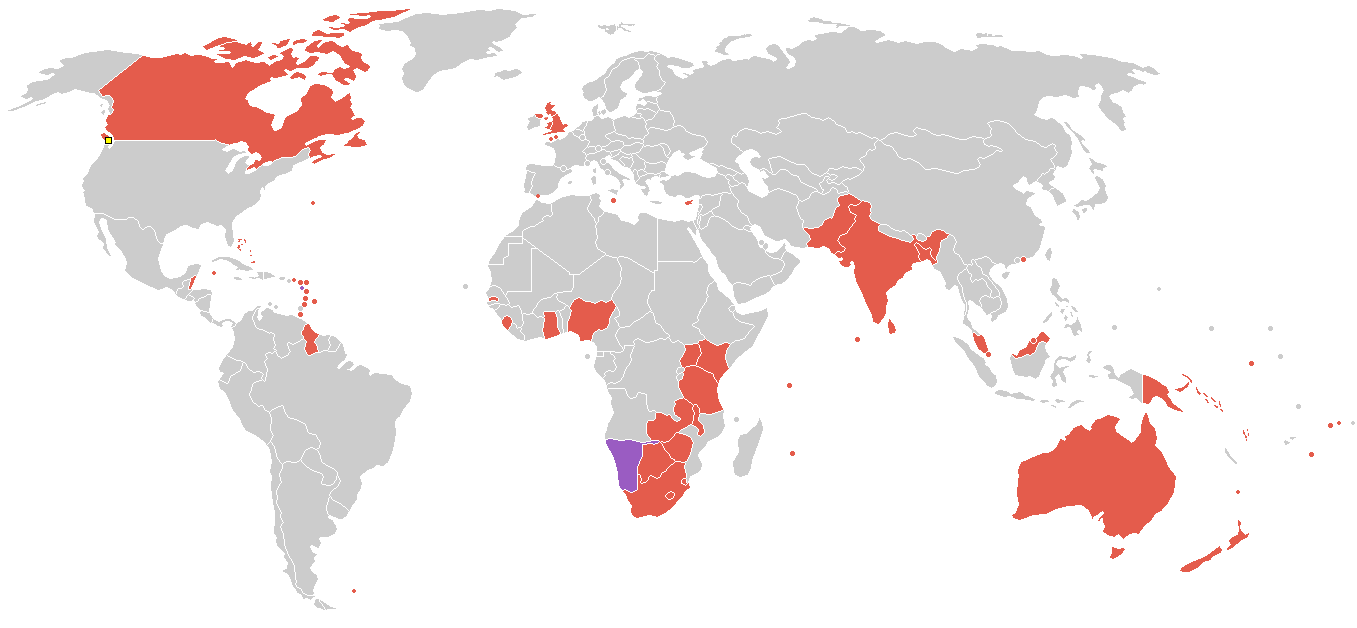
Państwa biorące udział w Igrzyskach Wspólnoty Narodów w 1994 roku:
państwa debiutujące
państwa, które brały już udział w Igrzyskach

Igrzyska Wspólnoty Narodów 1994 odbyły się w Victorii, w Kanadzie. Trwały od 18 sierpnia do 28 sierpnia 1994 roku. Głównym obiektem igrzysk był Centennial Stadium. W imprezie wzięło udział 2450 sportowców z 63 narodowych reprezentacji, w tym z trzech debiutanckich. Zadebiutowały:
- Belize (w 1978 jako Honduras Brytyjski)
- Montserrat
- Namibia

Poza tym do Igrzysk po długiej przerwie powróciło sześć drużyn, w tym reprezentacja RPA, która bojkotowała Igrzyska przez 40 lat. Pozostałe drużyny to:
- Antigua i Barbuda (pierwszy raz od 1978 roku)
- Dominika (pierwszy raz od 1970 roku)
- Grenada (pierwszy raz od 1974 roku)
- Saint Lucia (pierwszy raz od 1978 roku)
- Saint Vincent i Grenadyny (pierwszy raz od 1978 roku)

Podczas Igrzysk rozegrano konkurencje w dziesięciu dyscyplinach sportowych. Tymi dyscyplinami były: badminton, boks, gimnastyka, kolarstwo, kręglarstwo, lekkoatletyka, nurkowanie, podnoszenie ciężarów, strzelectwo i zapasy. Pierwszy raz w historii IWB rozegrano zawody w gimnastyce artystycznej. Pięć spośród sześciu złotych medali w tej konkurencji zdobyły reprezentantki Australii. 
Klasyfikacja medalowa
| Miejsce | Kraj              |    |    |    | Razem |
| 1.      | Australia         | 87 | 52 | 43 | 182   |
| 2.      | Kanada            | 40 | 42 | 46 | 128   |
| 3.      | Anglia            | 31 | 45 | 49 | 125   |
| 4.      | Nigeria           | 11 | 13 | 13 | 37    |
| 5.      | Kenia             | 7  | 4  | 8  | 19    |
| 6.      | Indie             | 6  | 11 | 7  | 24    |
| 7.      | Szkocja           | 6  | 3  | 11 | 20    |
| 8.      | Nowa Zelandia     | 5  | 16 | 20 | 41    |
| 9.      | Walia             | 5  | 8  | 6  | 19    |
| 10.     | Nauru             | 3  | 0  | 0  | 3     |
| 11.     | RPA               | 2  | 4  | 5  | 11    |
| 12.     | Jamajka           | 2  | 4  | 2  | 8     |
| 13.     | Malezja           | 2  | 3  | 2  | 7     |
| 14.     | Cypr              | 2  | 1  | 2  | 5     |
| 15.     | Zambia            | 1  | 1  | 2  | 4     |
| 16.     | Sri Lanka         | 1  | 0  | 2  | 3     |
| 17.     | Namibia           | 1  | 0  | 1  | 2     |
| 18.     | Zimbabwe          | 0  | 3  | 3  | 6     |
| 19.     | Papua-Nowa Gwinea | 0  | 1  | 0  | 1     |
| 19.     | Samoa Zachodnie   | 0  | 1  | 0  | 1     |
| 21.     | Hongkong          | 0  | 0  | 4  | 4     |
| 22.     | Pakistan          | 0  | 0  | 3  | 3     |
| 23.     | Trynidad i Tobago | 0  | 0  | 2  | 2     |
| 23.     | Uganda            | 0  | 0  | 2  | 2     |
| 25.     | Bermudy           | 0  | 0  | 1  | 1     |
| 25.     | Botswana          | 0  | 0  | 1  | 1     |
| 25.     | Ghana             | 0  | 0  | 1  | 1     |
| 25.     | Guernsey          | 0  | 0  | 1  | 1     |
| 25.     | Norfolk           | 0  | 0  | 1  | 1     |
| 25.     | Seszele           | 0  | 0  | 1  | 1     |
| 25.     | Tanzania          | 0  | 0  | 1  | 1     |

## Dyscypliny
- Boks  (szczegóły)
- Lekkoatletyka  (szczegóły)
- Zapasy  (szczegóły)